# Moisés Muñoz
Moisés Muñoz (* 1. Februar 1980 in Michoacán) war ein mexikanischer Fußballspieler auf der Position des Torwarts. 

## Leben

### Verein
Der im Bundesstaat Michoacán geborene Moisés Muñoz begann seine Laufbahn als Profifußballspieler beim in der Hauptstadt des Bundesstaates ansässigen CA Monarcas Morelia, für den er zwischen 1999 und 2010 insgesamt 282 Spiele absolvierte. Zunächst bestritt er sein Debüt in der mexikanischen Primera División in einem am 19. September 1999 ausgetragenen Spiel beim CF Pachuca, das 2:4 verloren wurde. Anschließend sollten allerdings mehr als zwei Jahre vergehen, ehe Muñoz am 25. November 2001 zu seinem zweiten Einsatz kam. Auch diesmal spielten die Monarcas beim CF Pachuca und verloren erneut, diesmal mit 0:1. Erst ab der Saison 2002/03 kam er vermehrt zu Einsätzen und war bald der Stammtorhüter der Monarcas, die zwischen September 2002 und Oktober 2003 insgesamt vier Finals bestritten und alle verloren. 
Das erste Finale erreichten die Monarcas im CONCACAF Champions’ Cup 2002 gegen den CF Pachuca, das am 18. September 2002 mit 0:1 verloren wurde. Das nächste Finale wurde am 18. und 21. Dezember 2002 im Rahmen der mexikanischen Meisterschaft gegen Deportivo Toluca bestritten und ging mit dem Gesamtergebnis von 2:4 (Hinspiel 1:0, Rückspiel 1:4) verloren. Auch die am 11. und 14. Juni ausgetragenen Finalspiele um die mexikanische Meisterschaft gegen den CF Monterrey wurden verloren; diesmal mit dem Gesamtergebnis von 1:3 (Hinspiel 1:3, Rückspiel 0:0). Die nächsten Finalspiele wurden im Rahmen des CONCACAF Champions’ Cup 2003 wiederum gegen Toluca bestritten und gingen diesmal mit dem Gesamtergebnis von 4:5 (Hinspiel 3:3, Rückspiel 1:2) verloren.
Vor der Saison 2010/11 wechselte Muñoz zum CF Atlante, für den er in den anderthalb Jahren bis Ende 2011 insgesamt 53 Einsätze in der mexikanischen Liga absolvierte. Seit Anfang 2012 steht Muñoz beim Hauptstadtverein América unter Vertrag. 

### Nationalmannschaft
Zwischen dem 27. Oktober 2004 und dem 17. Juli 2005 absolvierte Muñoz acht Länderspieleinsätze, in denen er insgesamt nur drei Gegentore hinnehmen musste. Nach seinem Gegentor in der 80. Minute seines Debütspiels gegen Ecuador (2:1) blieb er in den folgenden Länderspielen gegen Guatemala (2:0), St. Kitts (5:0 und 8:0), Kolumbien (hier wurde er erst in der 71. Minute eingewechselt, als die Treffer zum 1:1-Endstand bereits gefallen waren), Guatemala (4:0) und Jamaika (1:0) ohne Gegentreffer und musste erst in der 59. Minute seines letzten Länderspiels gegen Kolumbien (Endstand 1:2) wieder ein Gegentor hinnehmen, so dass er insgesamt 537 Minuten bzw. 8 Stunden und 57 Minuten ohne Gegentor blieb.

## Erfolge
- CONCACAF Gold Cup: 2015